# Henry Grayson
Sir Henry Mulleneux Grayson, 1. Baronet, KBE, KStJ (* 26. Juni 1865 in Birkenhead; † 27. Oktober 1951) war ein britischer Schiffsbauer und Politiker.

## Leben
Grayson wurde als Sohn von Henry Holdrege Grayson und seiner Frau Elizabeth Mulleneux geboren. Ausgebildet wurde er am Winchester College und spielte zwei First-Class Spiele für die Liverpool and District gegen Nottinghamshire (1889) und Yorkshire (1890). Dabei erzielte er 66 Runs mit einem Durchschnitt von 16,50 und einem Höchstwert von 42. Er war Bruder von John Grayson, der ebenfalls First-Class-Cricket spielte.
Anschließend trat er in den familieneigenen Schiffsbau- und -reparaturbetrieb H. & C. Grayson Ltd. ein. Dieser wurde 1760 am River Mersey gegründet. Sein Vater war der Geschäftsführer des Unternehmens. Nach dem Tod seines Vaters 1904 folgte er als Geschäftsführer nach und wurde Geschäftsführer von Garston Graving Dock & Shipbuilding Co Ltd.
1914 wurde er Mitglied im beratenden Ausschuss der Schiffsbauer der Admiralität. Von 1916 bis 1919 war er Director of Ship Repairs (Home), einer Kommission der Royal Marines. Für diese Arbeit wurde er 1920 als Commander des Order of the British Empire (CBE) ausgezeichnet. Noch im selben Jahr wurde er als Knight Commander des Order of the British Empire (KBE) geadelt. Bei den 1922 New Year Honours wurde er zum erblichen Baronet, of Ravenspoint in the County of Angelsey, erhoben. Bei den Royal Marines wurde ihm ehrenhalber der Rang eines Lieutenant-Colonel verliehen.
1918 wurde er als erster Abgeordneter für die Conservative Party im neugebildeten Wahlkreis Birkenhead West ins House of Commons gewählt. Er hatte dieses Mandat bis 1922 inne.
Er lebte auf Anglesey. Dort war er auch 1917 High Sheriff.

## Privatleben
Er war zweimal verheiratet. In erster Ehe war er seit 16. April 1891 mit Dora Beatrice Harrington, Tochter von Frederick Harrington, verheiratet. Die Scheidung erfolgte 1927 und sie hatten zwölf Kinder:
- Monica Sheila Harrington Grayson († 1958), ⚭ (1) 1915 Edward FitzClarence, 6. Earl of Munster, ⚭ (2) 1949 Robert W. Symonds;[1]
- Alisa Margaret Harrington Grayson, ⚭ 1916 Lt.-Col. Arthur Richard Rawlinson; Mutter von Peter Rawlinson, Baron Rawlinson of Ewell;[1]
- Nancy Doreen Harrington Grayson (1899–1962), ⚭ 1919 Louis Clapier Norris Drexel;[11]
- Auriol Dora Harrington Grayson, ⚭ 1927 Walter Bruce Harvie;[1]
- Meryl Loraine Harrington Grayson;
- Angela Decima Harrington Grayson, ⚭ (1) 1934–1946 Vincent Luis Dominguez, ⚭ (2) 1946 C. Mathews Dick;[1]
- Sir Denys Henry Harrington Grayson, 2. Baronet (1892–1955), ⚭ (1) 1916–1927 Elsie May Jones, ⚭ (2) 1927–1937 Sylvia Ironside Keown-Boyd, ⚭ (3) 1951 Jeannette Glen; Vater von Sir Ronald Grayson, 3. Baronet;[1]
- Sir Rupert Stanley Harrington Grayson, 4. Baronet (1897–1991), Schriftsteller und Komponist, ⚭ (1) 1919 Victoria Florence Banks, ⚭ (2) 1919 Vari Colette O’Shea;[1]
- Brian Harrington Grayson (1900–1989), ⚭ (1) 1930–1946 Sofia Buchanan, ⚭ (2) 1949 Ruth Anders;  Vater von Sir Jeremy Grayson, 5. Baronet;[1]
- Tristram Hugh Harrington Grayson (1902–1984), ⚭ 1928 Barbara Finucane;[1]
- Ambrose Desmond Harrington Grayson (* 1913), ein Zwilling, ⚭ 1966 Lilian Potter;[1]
- Godfrey Ramsay Harrington Grayson (* 1913), ein Zwilling, ⚭ 1939 Ida Nannestad Hassing.[1]

Am 20. Dezember 1927 heiratete er Louise Mary Delany, Tochter von Richard John Delaney.